# Байимбетов, Жумагазы
Жумагазы Байимбетов (10 сентября 1874, Кармакшинский район, Кызылординская область — 1931, Алма-Ата) — один из руководителей Кармакшынского антисоветского восстания 1930 года (Восстание сарбазов).

## Биография
Обучался в медресе г. Бухары.
В 1930 году возглавил большую группу крестьян Кармакшынского района, выступивших против насильственной коллективизации. В местности Каракум они объединились с повстанцами Аральского, Казалинского, Теренозекского, Иргизкого районов. Байимбетов Жумагазы вместе с другими руководителями восстания вел переговоры со специальной правительственной комиссией во главе с А. Жангельдиным. Требования повстанцев были о прекращении политических репрессий, прекращение насильственной коллективизации, уважительного отношения к религиозным верованиям народа. Отряд Байимбетова вместе с другой группой во главе Д. Караевым продолжали вооруженное сопротивление.
В мае 1930 года арестован и приговорен к расстрелу.